# Tortula canescens
Tortula canescens är en bladmossart som beskrevs av Montagne 1833. Tortula canescens ingår i släktet tussmossor, och familjen Pottiaceae. Inga underarter finns listade i Catalogue of Life.